# Nacho Casanova
Nacho Casanova es un historietista e ilustrador español (Zaragoza, 12 de julio de 1972), afín al costumbrismo realista, que ha ocupado también cargos relevantes en asociaciones de su gremio. 

## Biografía

### Primeros pasos
Licenciado en Bellas Artes en la especialidad de Escultura por la Universidad de San Carlos de Valencia -donde residió desde 1991 a 2006- fue fundador y coordinador de los fanzines Como Vacas Mirando el Tren (autoeditado) y Tos (Sins Entido), el primero de los cuales recibió el premio al mejor de su ámbito en el Salón del Cómic de Barcelona 1999.
Desde 2002 hasta 2005, fue presidente de la Asociación Profesional de Ilustradores de Valencia (APIV) y desde 2004 hasta 2006, miembro de la Junta directiva de la Federación de Asociaciones de Ilustradores Profesionales (FADIP). También realizó con la guionista Cristina Rubio Rodríguez el álbum Y te diré quién eres (Edicions de Ponent, 2000), una serie de historietas pornográficas para Fantagraphics Books-Eros y participó en varios álbumes colectivos: Cambiovida (también para Edicions de Ponent, 2000) y las adaptaciones de poemas de Jesús Cuadrado Plagio de encartes (2001) y Tapa roja (2004), ambas para Ediciones Sins Entido.

### Madurez (2006-presente)
En sus siguientes obras, y ya establecido en Barcelona, se observa una evolución hacia un estilo más fluido, en el que las manchas son sustituidas por texturas de puntos o manuales. Así, en su serie Autobiografía no autorizada (Volumen I, Bang Ediciones, 2007; Volúmenes 2 y 3, Diábolo Ediciones, 2008 y 2010), que recogen anécdotas basadas en su propia vida teñidas de humor. Un día (Dolmen Editorial), presentada al mismo tiempo que Autobiografía no autorizada II, aborda, sin embargo, la vida cotidiana de una pareja de drogadictos. En Mistigri (De Ponent, 2009) plasma un guion del francés Chris Stygryt sobre su infancia en Burdeos. Por El coche de Intisar, con guion de Pedro Riera, recibió el premio France Info en 2012.